# Дума Володимир Васильович
Володимир Васильович Дума (нар. 2 березня 1972, с. Нижній Бистрий, Закарпатська область) — український велогонщик, триразовий чемпіон України (1991, 1998, 2001), учасник Олімпійських ігор (2004).